# Куб (ЗРК)
«Куб» (індекс ГРАУ — 2К12, за класифікацією НАТО — SA-6 Gainful) — радянський зенітно-ракетний комплекс військової ППО. Розроблений в ОКБ-15 ГКАТ (філія НДІ-17) (нині НДІ Приладобудування ім. В. В. Тихомирова).

## Історія створення
Самохідний зенітний ракетний комплекс «Куб» (2К12) призначений для захисту Сухопутних військ, в основному — танкових дивізій, від засобів повітряного нападу, що летять на середніх і малих висотах.
Розробка ЗРК «Куб» була задана Ухвалою ЦК КПРС і РМ СРСР № 817—839 від 18 липня 1958 р. Комплекс «Куб» повинен був забезпечити ураження повітряних цілей, що летять з швидкостями 420—600 м/с на висотах від 100—200 м до 5-7 км на дальностях до 20 км при імовірності ураження цілі однією ракетою не менше 0,7.
Головним розробником комплексу визначили ОКБ-15 ГКАТ. Раніше це був філіал основного розробника авіаційних РЛС — НДІ-17 ГКАТ, розміщений поблизу від льотно-випробувального інституту в підмосковному Жуковському. Незабаром ОКБ-15 передали в ГКРЕ, кілька разів міняли його найменування і, нарешті, перетворили в Науково-дослідний інститут приладобудування (НІЇП) Міністерства радіотехнічної промисловості (МРТП).
Головним конструктором комплексу призначили начальника ОКБ-15 В. В. Тихомирова, у минулому — творця першої радянської авіаційної РЛС «Гнейс-2» і ряду інших станцій. Ця ж організація вела роботи із створення самохідної установки розвідки і наведення (головний конструктор установки А. А. Растов) і напівактивної радіолокаційної головки самонаведення ракети (головний конструктор головки Ю. Н. Вехов, з 1960 року — І. Г. Акопян).
Самохідна пускова установка створювалася під керівництвом головного конструктора А. І. Яскіна в СКБ-203 Свердловського РНГ, яке раніше займалося розробкою технологічного устаткування для технічних підрозділів ракетних частин. Потім його перетворили в ГОСКБ компресорного машинобудування (ГКБКМ) МАП в даний час, іменоване НПП «Старт».
Гусеничні шасі для бойових засобів комплексу створювалися в КБ Митищинського машинобудівного заводу — (ММЗ) Московського обласного РНГ, що надалі отримав найменування ОКБ-40 Міністерства транспортного машинобудування, а нині КБ, що входить в ПО «Метровагонмаш». Головний конструктор шасі Н. А. Астров, ще до другої світової війни розробив легкі танки Т-38 та Т-40, а в післявоєнні роки проєктував, в основному, бронетранспортери і самохідні артилерійські установки.
Зенітну керовану ракету для комплексу доручили створити КБ заводу № 134 ГКАТ, що спочатку спеціалізувався в області авіаційного стрілецького і бомбового озброєння і вже встиг накопичити певний досвід при розробці ракети класу «повітря-повітря» К-7. Згодом цю організацію перетворили в ГОСМКБ «Вимпел» МАП. Розробка ракети комплексу «Куб» була почата під керівництвом головного конструктора І. І. Торопова.
Роботи по комплексу повинні були забезпечити вихід ЗРК «Куб» на спільні випробування в II кв. 1961 р. Вони затягнулися і завершилися з майже п'ятирічним запізненням від планових термінів, відставши на два роки від практично одночасно початих робіт по комплексу «Круг». Свідоцтвом драматичності історії створення комплексу «Куб» стало усунення з посад головних конструкторів як комплексу в цілому, так і ракети, яка входить в його склад, у найнапруженіший момент робіт.
Основна складність створення комплексу визначалася новизною і складністю ухвалених в розробку технічних рішень.
На відміну від комплексу «Круг» для бойових засобів ЗРК «Куб» використовувалися гусеничні шасі легшої вагової категорії, аналогічні застосованим для зенітних самохідних артилерійських установок «Шилка». При цьому всі радіотехнічні засоби розміщувалися не на двох машинах, як в ЗРК «Круг», а на одному так званому «самоході А». «Самохід Б» — самохідна пускова установка — ніс три ракети замість двох в комплексі «Круг».
Дуже складні завдання вирішувалися і при створенні зенітної ракети. Надзвуковий прямоточний двигун працював не на рідкому, а на твердому паливі. Це виключало можливість регулювання витрати палива відповідно до швидкості і висоти польоту ракети. Крім того, ракета була виконана без відокремлюваних прискорювачів — заряд стартового двигуна розміщувався в об'ємі камери допалювання прямоточного двигуна. Вперше на зенітній ракеті рухомого комплексу напівактивна радіолокаційна доплерівська головка самонаведення замінила апаратуру командного радіоуправління.

## Модифікації

### 2K12M1-2Л «Куб-2Д» (2К12М1-2Л «Квадрат-2Л»)
Модернізація ЗРК 2К12М1 «Квадрат-М1» до рівня ЗРК 2К12М1-2Л «Квадрат-2Л» дозволяє покращити технічні характеристики і розширити функціональні можливості ЗРК за рахунок реалізації нових алгоритмів обробки і відображення інформації пристроями, використання цифрової обробки сигналів на сучасній елементній базі, з цифровою (програмною) селекцією рухомих цілей і автоматичним зніманням і обробкою інформації. Нова модифікація була створена НВО «Аеротехніка».
Здатність комплексу виявляти і знищувати малорозмірні цілі, включаючи цілі, виконані за технологією «стелс». Підвищення завадозахищеності комплексу від різного виду активних і пасивних радіоперешкод, а також від підстильної поверхні, за рахунок застосування нових апаратних технологій, методів захисту від перешкод і способів обробки сигналів.
Автоматизація процесів управління з командного пункту вищого рівня, збирання та обробки розвідувальної інформації радіолокації, виявлення і супровід цілей, підготовкою і пуском ракет, контролю технічного стану засобів комплексу, документування бойової роботи та тренування обслуги.
Збільшення зони ураження та підвищення ймовірності ураження цілей без вад і при впливі інтенсивних радіозавад за рахунок оптимізації способів обробки сигналів, збільшення дальності виявлення і супроводу маловисотних і низьколетячих цілей. Скорочення часу реакції, циклу стрільби.
Відновлення експлуатаційного терміну служби комплексу на термін до 15 років. Підвищення технічної надійності модернізованої техніки до 1500 годин на відмову за рахунок заміни 90 % аналогової апаратури на цифрову, виготовлену на сучасній елементній базі.
Введення до складу комплексу автоматизованого комплекту оперативно-командної багатоканального зв'язку.
Збільшення живучості та можливостей з управління за рахунок введення до складу ЗРК спеціалізованого виносного пункту бойового управління (ВПБУ) здатного управляти ЗРК на відстані до 1000 метрів.
Можливість спільної роботи (стикування) з широким парком засобів виявлення цілей і системами управління при оснащенні їх спеціалізованими засобами повідомлення.
Базовий склад ЗРК включає:
- СУРН 1С91-2Л;
- СПУ 2П25-2Л — 4 к-та;
- ТЗМ 2Т7М1 — 2 к-та.

Як опції до складу дивізіону ЗРК «Квадрат-2Л» можуть додаватися:
- Внесений пункт бойового управління (ВПБУ);
- Зовнішнє джерело живлення (ЗДЖ);
- РЛС П-180У/П-190У.

Додані засоби дозволяють значно підвищити тактико-технічні та експлуатаційні характеристики комплексу.

### Варіанти з західними ракетами
2008 року польська компанія Wojskowe Zakłady Uzbrojenia представила модифікації ЗРК з ракетами RIM-7 Sea Sparrow та RIM-162 ESSM. 2011 року чеська компанія Retia презентувала варіант із трьома пусковими контейнерами зенітних ракет Aspide. Обидві системи не знайшли замовників.

## Тактико-технічні характеристики
- Бойова маса: 32,4 т;
- Обслуга: 4 чол;
- Озброєння: 3-ракети;
- Гориз. дальність: 22.5 км;
- Верт. дальність: 12 км;
- Швидкість ракети: 600 м/c;
- Маса ракети: 630 кг;
- Габаритні розміри:
  - Довжина: 9,3 м;
  - Ширина: 3,25 м;
  - Висота: 3,25 м;
- Максимальна швидкість: 65 км/год;
- Запас ходу: 500 км;
- Максимальна потужність: 522 к.с.;

## Оператори

### Україна
В травні 2018 року військовий експерт Сергій Згурець оприлюднив плани Міністерства оборони України відновити шість типів зенітних ракетних комплексів і систем та повернути їх на озброєння. Це три ЗРК малої дальності — самохідні 2К12 «Куб» і 9К330 «Тор» і поки транспортований С-125. Два середньої дальності — С-300ПТ (транспортований, близький родич «штатного» самохідного С-300ПС) і мобільна універсальна система протиракетної і протилітакової оборони, створена для прикриття маневренних бойових дій своїх військ С-300В1 (SA-12 Gladiator). І, нарешті, «далекобійна» С-200В.
Восени 2018 року було заплановано здійснити випробувальні пуски з відновлених ЗРК «Куб». Також будуть перевірені відновлені «Тор», С-125, С-300В1 та С-300ПТ. Проте підготувати для випробувань відновлені С-200 ще забракло часу. Всього може бути повернуто на службу два полки ЗРК «Куб».
Наприкінці листопада 2018 року заступник начальника Генштабу ЗСУ Радіон Тимошенко повідомив, що вже в січні 2019 року заплановані випробування відновлених комплексів «Куб».
21 лютого 2019 року стало відомо, що випробування практичними стрільбами на Державному випробувальному полігоні «Ягорлик» у Херсонській області ЗРК «Тор» та «Куб» вже добігає кінця. На модернізованих зенітно-ракетних комплексах замінено аналогові системи на цифрові, що значно підвищує ефективність та термін роботи ЗРК.
Роботи з модернізації ЗРК «Тор» та «Куб» проводило українське підприємство НПП «Аеротехніка». Модернізовані комплекси мають поліпшені технічні характеристики та розширені функціональні можливості, за рахунок реалізації нових алгоритмів обробки та відображення інформації, що використовують цифрову обробку сигналів на сучасній елементній базі.
17 березня 2023 року прем'єр-міністр Словаччини повідомив, що Словаччина передасть Україні частину своїх ЗРК «Куб».
У травні 2023 р. Чехія оголосила передачу Україні двох комплексів 2К12 «Куб» та значної кількості боєприпасів до них.

## Бойове застосування

### Друга Карабаська війна
Як поінформувало Міністерство оборони Азербайджану, 2 листопада 2020 року біля 18:00 точним ударом знищено зенітно-ракетний комплекс «КУБ», розташований в селі Чардагли Тертерського району (колишнє село Магавуз Агдеринського району).
За підрахунками сайту Oryx вірменські військові за час бойових дій втратили три одиниці ЗРК «Куб» — дві з них були знищені, одна одиниця захоплена азербайджанськими військовими.